# 伊勢ノ海部屋

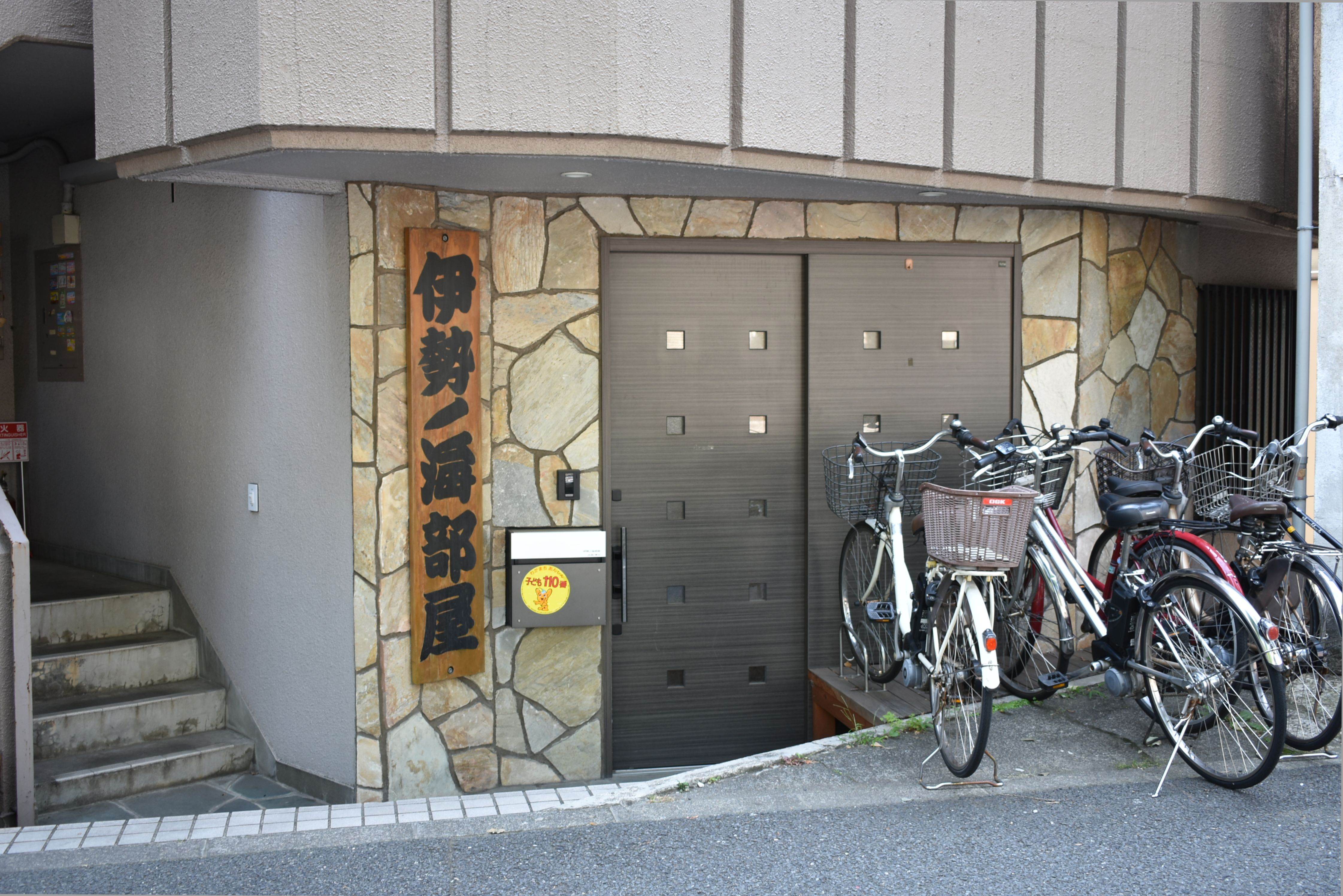
部屋の入口（2019年6月19日撮影）

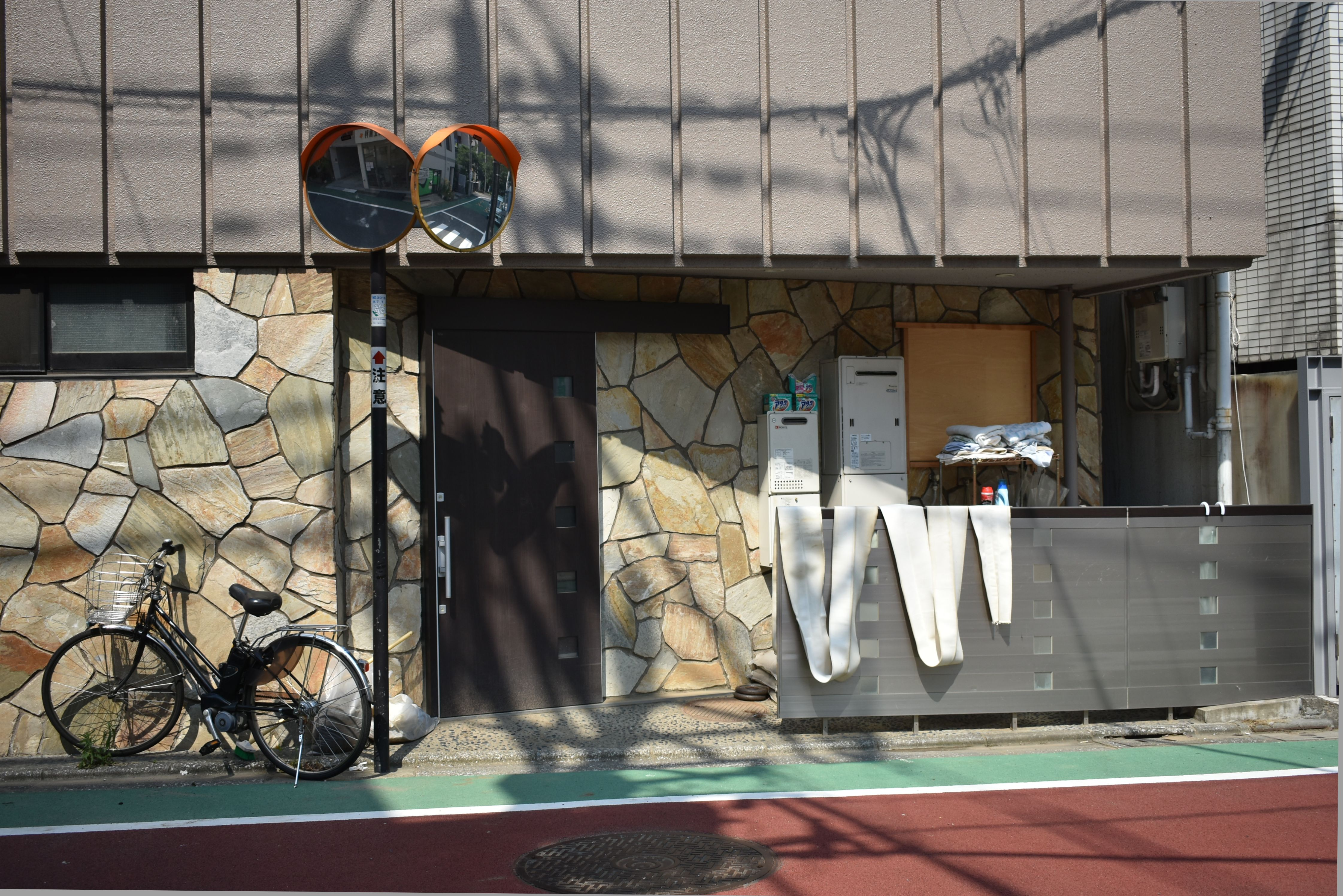
部屋の勝手口（2019年6月19日撮影）

伊勢ノ海部屋（いせのうみべや）は、日本相撲協会所属で時津風一門の相撲部屋。

## 歴史
江戸時代から続く伝統を持つ部屋であり、現在の大相撲の前身にあたる江戸相撲の現存する最古の番付である宝暦7年（1757年）10月場所の時点で既に存在している。以降も師匠から弟子へと単一の系統で代々継承されて現在に至っており、現存する最古の部屋である。
江戸時代からの伝統を持つ部屋の特徴として、所属力士の四股名は、昨今の主流である部屋単位の通字の慣習は存在せず、多くの所属力士には一人一人江戸時代からの部屋伝統の四股名を授け、命名の際は親方がその由来をきっちりと教え込む。出世に伴ってより大きな四股名へと改名し、最終的には「柏戸」を目指すこととなる。「柏戸」は師匠の継承者であること暗に含んでおり、3代目以降は代々、師匠の現役時の四股名は柏戸であった。
江戸時代から明治にかけては、一門代々の部屋を多数擁し、伊勢ノ海一門として一大勢力を築き、繁栄した。
しかし、明治末以降の高砂一門の隆盛とともに、一門は衰微。9代伊勢ノ海（元小結・柏戸）の代では、尾車部屋分裂の際に関脇・三杉磯と彼に従っていた弟子たちを伊勢ノ海部屋に預かっていたが、1929年（昭和4年）に三杉磯が引退して花籠部屋を興したため、本家の伊勢ノ海部屋から所属力士が一気に抜ける事態となった。後継者に恵まれないまま、1933年1月場所限りで幕内・雷山を始めとする弟子たちを一門の錦島部屋に預ける形で伊勢ノ海部屋は一旦消滅する。その後、同じく一門の春日山部屋の幕内・藤ノ川を後継者の候補として、1942年（昭和17年）5月場所、柏戸に改名のうえで、9代伊勢ノ海のもと伊勢ノ海部屋は再興される。しかし、1946年8月に9代伊勢ノ海が亡くなったため、部屋は再度閉鎖され、力士たちは錦島部屋に移籍。この時点で一門唯一の部屋になっていた錦島部屋も時津風一門に合流し、一門は解散する。
柏戸は1949年1月に現役を引退して年寄・10代伊勢ノ海を襲名して伊勢ノ海部屋を再興し、横綱・柏戸や関脇・藤ノ川といった関取を育て上げた。
1982年12月に10代伊勢ノ海が亡くなると、部屋付きであった10代立川（関脇・藤ノ川）が11代伊勢ノ海を襲名して継承。11代伊勢ノ海は継承後、部屋を墨田区両国から江戸川区春江町の旧九重部屋に移転した。11代伊勢ノ海が師匠を務めた時期には、関脇・土佐ノ海や幕内・藤ノ川、北勝鬨などといった関取を輩出した。
2011年9月場所千秋楽に11代伊勢ノ海が定年退職を迎えると、部屋付き親方である11代勝ノ浦（元幕内・北勝鬨）が11代伊勢ノ海と名跡交換する形で12代伊勢ノ海を襲名して伊勢ノ海部屋を継承した。部屋継承後、部屋施設を現在の東京都文京区千石へ移転した。12代師匠の自宅がある5階建てマンションを改築、1階に土俵を作り、4階までを部屋が使用している。2021年7月21日に先述の鏡山部屋が閉鎖になったため、8代鏡山（元関脇・多賀竜）ら同部屋所属の協会員全員を受け入れた（8代鏡山は2025年3月に追手風部屋へ再転属）。2022年8月には13代高島（元関脇・髙望山）が宮城野部屋から転属した（2024年1月に追手風部屋へ再転属）。2024年4月には陸奥部屋の閉鎖に伴い、現役続行を選択した4人の力士のうち1名（日煌）を受け入れた。
現在までに、12代伊勢ノ海は先代からの弟子である関脇・勢や小結・錦木といった関取を育てている。

## 所在地
- 東京都文京区千石1-22-2
- 都営地下鉄三田線千石駅徒歩2分[13]

## 師匠
- 初代 伊勢ノ海五太夫 （いせのうみ ごだゆう）
- 2代：伊勢海億右エ門（いせのうみ おくえもん、関脇・関ノ戸、陸奥国）
- 3代：伊勢海村右エ門（いせのうみ むらえもん、前3・柏戸、陸奥国）
- 4代：伊勢ノ海村右エ門（いせのうみ むらえもん、大関・柏戸、武蔵国）
- 5代：伊勢ノ海利助（いせのうみ りすけ、大関・柏戸、陸奥国）
- 6代：伊勢ノ海宗五郎（いせのうみ そうごろう、前2・柏戸）
- 7代：伊勢ノ海宗五郎（いせのうみ そうごろう、前1・柏戸、越後国）
- 8代：伊勢ノ海宗五郎（いせのうみ そうごろう、前2・柏戸）
- 9代：伊勢ノ海宗五郎（いせのうみ そうごろう、小結・柏戸）
- 10代：伊勢ノ海裕丈（いせのうみ、前1・柏戸、岩手）
- 11代：伊勢ノ海五太夫（いせのうみ ごだゆう、関脇・藤ノ川、北海道）
- 12代：伊勢ノ海準人（いせのうみ はやと、前3・北勝鬨、北海道）

## 部屋付き親方
- 勝ノ浦 利郎（かつのうら としろう、前2・起利錦、群馬） ※鏡山部屋から移籍
- 甲山 剛（かぶとやま つよし、前11・大碇、京都）
- 立川 敏生（たてかわ としお、関脇・土佐ノ海、高知）
- 春日山 翔太（かすがやま しょうた、関脇・勢、大阪）

## 力士

### 現役の関取経験力士
- 錦木徹也（小結・岩手）11代、12代弟子
- 藤ノ川成剛（前14・京都）12代弟子

### 横綱・大関
横綱
- 谷風梶之助（4代・宮城）
- 柏戸剛（47代・山形）10代弟子

大関
- 谷風梶之助 (初代)　（香川）

### 幕内
関脇
- 藤ノ川武雄（北海道）10代弟子
- 土佐ノ海敏生（高知）11代弟子
- 勢翔太（大阪）11代、12代弟子

前頭
- 藤ノ川祐兒 （前3・愛知）11代弟子
- 北勝鬨準人（前3・北海道）10代、11代弟子
- 鏡桜南二（前9・モンゴル）12代弟子 鏡山部屋から移籍、伊勢ノ海部屋在籍中には関取在位歴無し。
- 大碇剛（前11・京都）11代弟子
- 豊山鬼吉（前17・秋田）10代弟子 入門時錦島部屋

### 十両
- 柏梁勝雄（十3・岩手）
- 四ツ車大八（十8・岩手）
- 濱ノ海芳正（十10・神奈川）
- 白根山宗則（十13・山梨）
- 柏龍成彦（十17・静岡）

## 行司
- 20代木村庄之助
- 21代木村庄之助
- 16代式守伊之助
- 34代木村庄之助
- 木村筆之助